# فيليب آيسنبرج
فيليب آيسنبرج (بالبولندية: Filip Eisenberg)‏ هو عالم أحياء دقيقة بولندي، ولد في 19 أغسطس 1876 في كراكوف في بولندا، وتوفي في 18 يوليو 1942 في معسكر إبادة.